# David Villalpando
David Villalpando (* 2. Januar 1959 in Mexiko-Stadt) ist ein mexikanischer Schauspieler.
Seine wohl bekannteste Rolle hatte er 1983 mit der des Enrique Xuncax im Oscar-nominierten Film El Norte. Danach spielte er hauptsächlich kleine Rollen in US-amerikanischen Produktionen wie Die Maske des Zorro (1998), wo er neben Antonio Banderas und Catherine Zeta-Jones auftrat, The Arrival – Die Ankunft (1996) oder Hombres armados – Men With Guns (1997).